# Peshawar
Peshàwar (in urdu پشاور‎?; in pashtu پښور‎)  è una città del Pakistan, capoluogo della provincia di Khyber Pakhtunkhwa; è contemporaneamente il capoluogo de facto delle aree tribali amministrate dal governo federale (FATA).

## Geografia fisica
Peshawar, posta sul margine del Passo Khyber, è un importante centro culturale, politico, economico e commerciale situato alla frontiera tra il Pakistan e l'Afghanistan. Alcune città più vicine sono Kohat, Mardan, Charsadda e Jalalabad (quest'ultima in Afghanistan).

## Popolazione
La città abitata prevalentemente da persone appartenenti all'etnia pashtun e al gruppo linguistico hindko, una lingua indo-aria del gruppo occidentale prossima al punjabi.

## Storia
In tempi remoti la città era conosciuta col nome di Purushapura (Sanscrito: पुरुशपुरा). Peshawar, importante punto di snodo sulla Via della seta, continua a rappresentare un crocevia fra varie, e diverse tra loro, culture. Da quelle del subcontinente indiano a quelle dell'Asia centrale.
Peshawar fu fondata nelle pianure del Gandhara, nell'ampia valle di Peshawar, nel 100 a.C. Potrebbe aver preso il nome da un raja indù che governava la città, noto come Purush.  È probabile che la città sia esistita come piccolo villaggio nel V secolo a.C., all'interno della sfera culturale dell'India antica. Purushapura fu fondata vicino all'antica capitale di Gandhara di Pushkalavati.
Nell'inverno del 327-26 a.C., Alessandro Magno sottomise la Valle di Peshawar durante la sua invasione della Valle dell'Indo. In seguito alla conquista di Alessandro, la Valle di Peshawar passò sotto la sovranità di Seleuco I Nicatore, fondatore dell'Impero seleucide. Un frammento di vaso di produzione locale rinvenuto a Peshawar raffigura una scena dell'opera Antigone di Sofocle.
Sotto il domino dei Kushan la città visse un periodo di grande prosperità che dette vita ad un grandissimo e fiorente impero della durata di circa 400 anni.
Con la fine dei Kushana, Peshawar conobbe un periodo di decadenza, fino a quando l'imperatore dei sultano Moghul Sher Shah Suri la portò a una rapida ascesa, costruendo vie di comunicazioni. Furono i Moghul a piantare quegli alberi e a costruire quei giardini che fecero di Peshawar la "città dei fiori" (uno dei significati del suo nome).
Nel 1818 Peshawar entrò a far parte del regno sikh di Ranjit Singh che fece bruciare gran parte della città e abbatté i numerosi alberi piantati dai moghul per trarne legna. Nei 30 anni che seguirono i sikh distrussero i giardini e il forte di Babur. La popolazione si dimezzò. È in questo periodo (1835-1844) che divenne governatore di Peshawar il generale Paolo Avitabile, un mercenario campano ingaggiato nell'esercito ottomano, poi in quello persiano, e infine nelle forze di Ranjit Singh; famoso per la sua spietatezza nell'imporre l'ordine, Avitabile divenne celebre con il soprannome di Abu Tabela.
Nel 1849 Peshawar fu occupata dai britannici sostituendosi ai sikh, ma non furono più benvoluti di questi ultimi: ci furono continui scontri tra britannici e patani, che resero necessario la presenza di un grosso distaccamento inglese, infatti quando gli inglesi costruirono una strada attraverso il passo del Khyber dovettero difenderla con molte fortificazioni e pattuglie.
Nel 1972 transitò per Peshawar una gigantesca partita di pasticche di morfina, poi venduta e inviata clandestinamente in Europa. In Italia quelle pastiglie presero a livello mediatico il nome di "Peshawar".
A Peshawar, nel 1984, il fotografo Steve McCurry ha immortalato la famosa "Ragazza afgana" dagli occhi verdi.

## Infrastrutture e trasporti
Peshawar, vivace città del Pakistan, vanta numerosi centri educativi, industriali ed economici. Conosciuta per la sua vivace attività commerciale, offre ai suoi abitanti una miscela di tradizione e modernità. Alcune delle aree chiave che danno forma al paesaggio dinamico di Peshawar sono elencate qui. La città è servita dall'Aeroporto Internazionale di Peshawar.